# رايمون
رامون بيليجيرو سانشيس ، ولد في شاتيفا يوم 2 ديسمبر 1940، والمعروف باسم رايمون. هو مغني من بلنسية، وأحد الأعضاء الأكثر تمثيلاً في تاريخ الكانكو الحديث باللغة الكاتالونية وواحد من أكثر الفنانين شهرة عالميًا (مثل لويس لاتش) . ، جوان مانويل سيرات أو ماريا ديل مار بونيت ).
ولد رامون بيليجيرو سانشيس في شاتيفا (لا كوستيرا، مجتمع بلنسية، إسبانيا) في 2 ديسمبر 1940، في الشارع المسمى كارير بلانك، والذي يستشهد به في العديد من أغانيه.